# Escut de Viladrau

Representació de l'escut heràldic municipal de Viladrau segons el seu blasonament oficial

L'escut oficial de Viladrau representa el municipi de Viladrau i fou aprovat per l'Institut d'Estudis Catalans el 26 de gener del 2012 i publicat al DOGC número 6.078 l'1 de març del mateix any. El Ple de l'Ajuntament l'havia aprovat prèviament el 15 de novembre del 2011. Segons aquest document té el següent blasonament: 
Escut caironat: d'atzur, un castanyer de nou branques d'argent. Per timbre, una corona mural de poble.
L'arbre és un element tradicional del senyal heràldic de la vila, i a l'escut s'ha volgut representar el Castanyer de les Nou Branques que hi ha dins del terme municipal, que identifica la població. Els colors blau i blanc ja els utilitzava, per exemple, l'equip de futbol local. Anteriorment, l'Ajuntament feia servir un escut amb una representació naturalística d'un paisatge on apareixien un arbre i un ocell en primer terme.